# Isoperla emarginata
Isoperla emarginata är en bäcksländeart som beskrevs av Harden och John T. Mickel 1952. Isoperla emarginata ingår i släktet Isoperla och familjen rovbäcksländor. Inga underarter finns listade i Catalogue of Life.